# Gerhard Schultze-Werninghaus
Gerhard Schultze-Werninghaus (* 16. Mai 1945 in Hamburg) ist Internist, Pneumologe und Allergologe. Zuletzt war er Direktor der Klinik für Pneumologie, Allergologie, Schlaf- und Beatmungsmedizin am Berufsgenossenschaftlichen Universitätsklinikum Bergmannsheil, Bochum. Er wurde am 30. August 2010 emeritiert.

## Leben

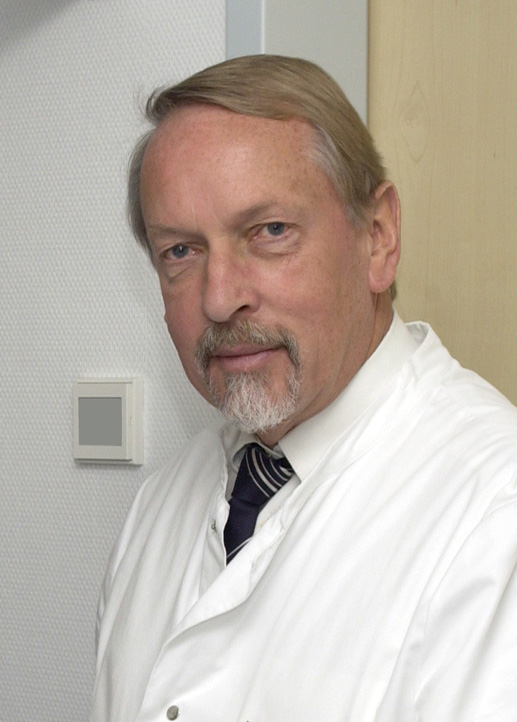
Gerhard Schultze-Werninghaus

Gerhard Schultze-Werninghaus wurde 1945 in Hamburg geboren. Er studierte von 1965 bis 1970 Medizin in Freiburg im Breisgau und wurde anschließend Medizinalassistent an der Freiburger Universitätsklinik. 1972 erhielt Schultze-Werninghaus die Approbation und er beendete im gleichen Jahr seine Promotion. Nach einer kurzen Tätigkeit als Assistenzarzt in der Asthma-Klinik Bad Lippspringe wechselte er 1973 ans Klinikum der Johann Wolfgang Goethe-Universität Frankfurt am Main. 1982 wurde er hier zum Oberarzt und 1990 zum Geschäftsführenden Oberarzt des Zentrums der Inneren Medizin ernannt. Zwischenzeitlich habilitierte er sich und erhielt 1991 eine außerplanmäßige Professur an der Universität Frankfurt am Main. Im gleichen Jahr ging er ans Bergmannsheil nach Bochum, das zum Universitätsklinikum der Ruhr-Universität Bochum (UK RUB) gehört. Hier wurde er Leitender Arzt der Abteilung für Pneumologie, Allergologie und Schlafmedizin. Diese wurde nach einer Neustrukturierung im Jahr 2003 zu einer eigenständigen Klinik und Schultze-Werninghaus zum Direktor ernannt. Sie trägt heute die Bezeichnung Klinik für Pneumologie, Allergologie, Schlaf- und Beatmungsmedizin.
Wissenschaftlich beschäftigte sich der Lungenspezialist mit der Silikose („Staublunge“), den Ursachen des Bronchial-Asthmas sowie mit Fragestellungen der Schlaf- und der Beatmungsmedizin. 1998 hatte er am Bergmannsheil eine klinische Forschergruppe des BMBF eingerichtet. Sie ging später über in die Abteilung für Experimentelle Pneumologie der Ruhr-Universität Bochum (Leitung: Albrecht Bufe). Gerhard Schultze-Werninghaus schied am 30. August 2010 aus seinen aktiven Diensten im Bergmannsheil aus und wurde emeritiert.

## Ehrungen/Funktionen
1984 erhielt Schultze-Werninghaus den Karl-Hansen-Preis der Deutschen Gesellschaft für Allergie- und Immunitätsforschung.
2010 wurde er mit dem Erich-Fuchs-Preis des Ärzteverbandes Deutscher Allergologen e. V. für seine Verdienste um die deutsche Allergologie ausgezeichnet.
Daneben hat Schultze-Werninghaus mehrere Funktionen in verschiedenen Fachgesellschaften ausgefüllt, darunter als Präsident der Deutschen Gesellschaft für Allergologie und klinische Immunologie, als Vorstandsmitglied der  Deutschen Gesellschaft für Pneumologie sowie als Gründungsmitglied und Präsident der Westdeutschen Gesellschaft für Pneumologie.

## Veröffentlichungen
Von Schultze-Werninghaus sind zahlreiche Bücher und Fachbeiträge erschienen. In der Datenbank pubmed sind über 200 Fachpublikationen aufgelistet, an denen er als Autor beteiligt ist.